# Елизабет Сервантес
Елизабет Сервантес е мексиканска актриса.

## Биография
Елизабет Сервантес е родена на 1 август 1975 година в Мексико Сити, Мексико. Участва в игрални филми и телевизионни (предимно латиноамерикански) сериали. Завършила е актьорско майсторство в Буенос Айрес, Аржентина, в „Каса дел Театро“.